# Utricularia ochroleuca
Utriculaire jaunâtre, Utriculaire jaune pâle, Utriculaire d'un vert jaunâtre
Espèce
Statut de conservation UICN

LC : Préoccupation mineure
Utricularia ochroleuca, l'Utriculaire jaunâtre, Utriculaire jaune pâle ou Utriculaire d'un vert jaunâtre, est une espèce de plantes à fleurs de la famille des Lentibulariaceae originaire de l'hémisphère Nord.

## Description

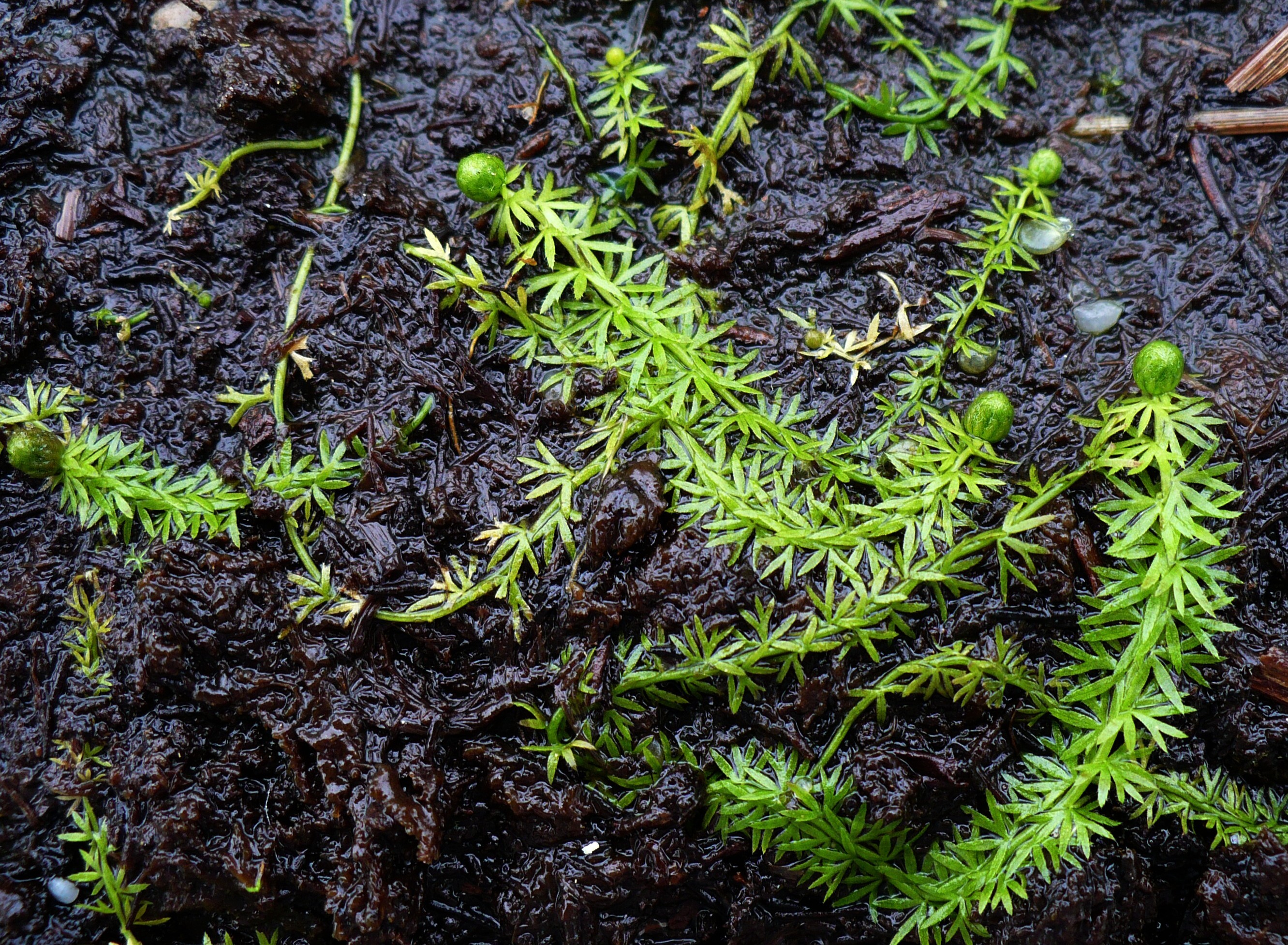
Aspect général.

Cette plante herbacée aquatique carnivore se distingue d'Utricularia intermedia par ses rameaux longs seulement de 5–30 cm. Parfois, les rameaux feuillés portent également des vésicules. Le sommet des feuilles est acuminé, présentant entre zéro et trois denticules de chaque côté. La corolle est longue de 10–13 mm, de couleur jaune pâle, rarement présente. Le palais est strié de brun. L'éperon est en pointe courte, conique, long de 3–4 mm, atteignant au maximum la demi-longueur de la lèvre inférieure.

## Répartition
Cette espèce est présente dans l'hémisphère Nord, en Amérique du Nord, en Europe, au Moyen-Orient et en Extrême-Orient.

## Habitat et écologie

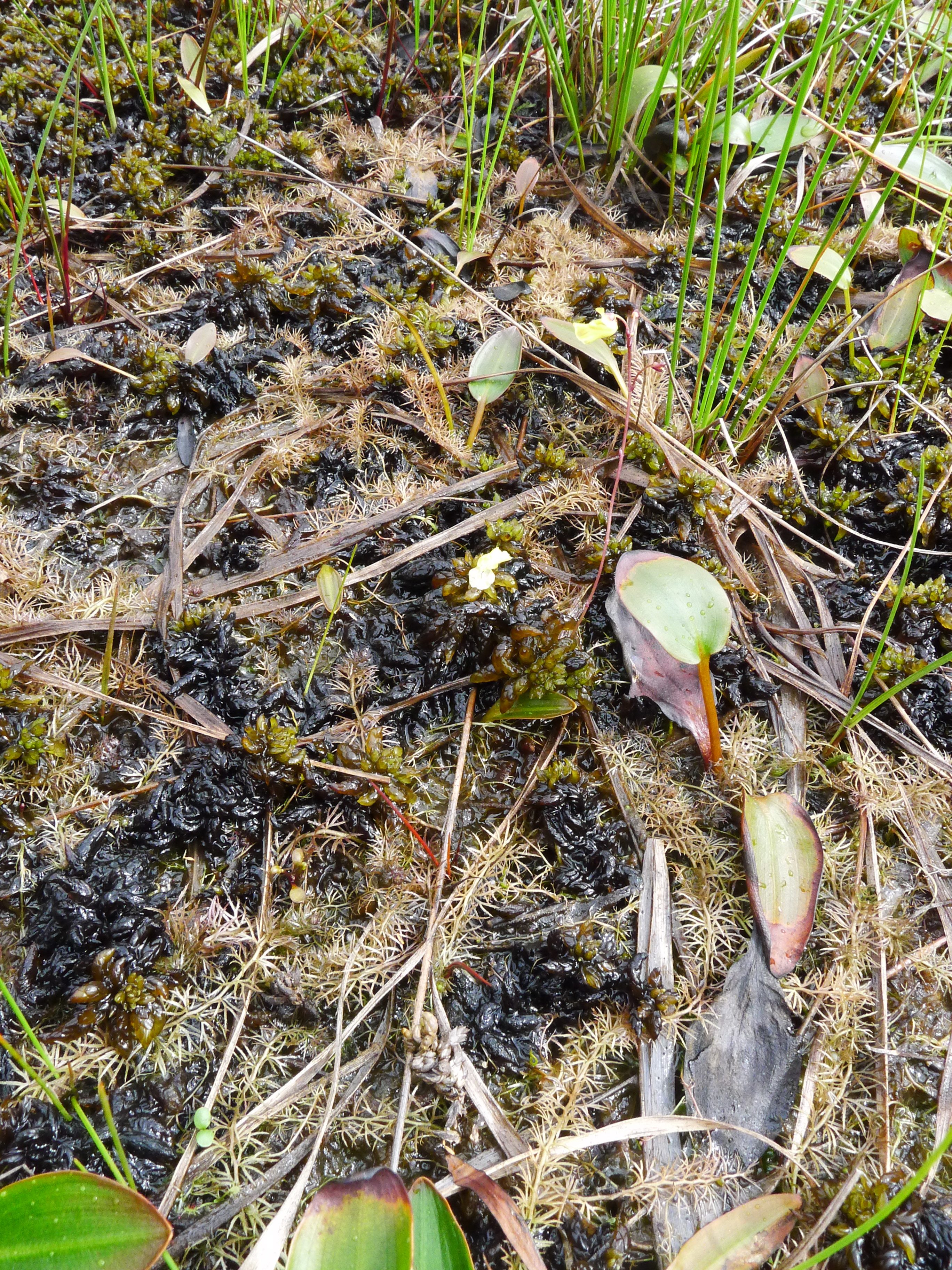
En tourbière.

Cette plante pousse dans les dépressions ouvertes, acides et gorgées d'eau des tourbières. C'est une espèce caractéristique des communautés des plans d'eau oligotrophes et mésotrophes à Sphaignes et Utricularia, et une espèce indicatrice des mares dystrophes naturelles et de la végétation des tourbières hautes actives.

## Systématique
Le nom correct complet (avec auteur) de ce taxon est Utricularia ochroleuca R.W.Hartm., publié en 1857 par le botaniste suédois Robert Vilhelm Hartman (d).
L'espèce porte en français les noms vulgaires « Utriculaire jaunâtre »,, « Utriculaire jaune pâle », et  « Utriculaire d'un vert jaunâtre ».

### Synonymes
Utricularia ochroleuca a pour synonyme :
- Utricularia bentensis Komiya[5]
- Utricularia brevicornis Čelak.[5]
- Utricularia dubia E.H.L.Krause[5]
- Utricularia intermedia f. ochroleuca (R.W.Hartm.) Komiya, 1972[5],[4]
- Utricularia intermedia x Utricularia minor p.p.[4]
- Utricularia littoralis Melander[5]
- Utricularia occidentalis A.Gray, 1883[5],[4]
- Utricularia stygia G.Thor[5]

### Sous-espèces
Selon le Catalogue of Life (5 avril 2025) :
- Utricularia ×ochroleuca subsp. ochroleuca
- Utricularia ×ochroleuca subsp. stygia (G.Thor) comb. ined.

## Menaces et conservation
À l'échelle mondiale, l'UICN (5 avril 2025) classe cette espèce en préoccupation mineure. Elle est inscrite sur la Liste rouge européenne des espèces menacées en tant que données insuffisantes. En France, c'est une espèce quasi menacée sur la Liste rouge de la flore vasculaire de France métropolitaine, et une espèce vulnérable en Lorraine et Franche-Comté. Elle est éteinte aux Pays-Bas. En Suisse, elle a le statut UICN « Au bord de l'extinction » et est de « priorité nationale très élevée ». En Amérique du Nord, elle est classée comme globalement « Apparemment en sécurité » par NatureServe (2014), mais les populations de certains états des États-Unis et de certaines provinces du Canada sont classées comme « Possiblement disparues », « En péril critique » ou « En péril ». Le Conseil canadien pour la conservation des espèces menacées (CESCC 2011) classe l'espèce dans la catégorie « En danger » (pour le Canada uniquement).

## Utilisations
L'espèce est utilisée en horticulture et fait l'objet d'un commerce à petite échelle entre amateurs. Les échanges commerciaux ne sont pas significatifs.